# Hermeneutische Wissenssoziologie
Die hermeneutische Wissenssoziologie oder sozialwissenschaftliche Hermeneutik ist eine Methode der qualitativen Sozialforschung. Sie geht im Wesentlichen auf die Arbeiten von Hans-Georg Soeffner zurück und wurde u. a. von Ronald Hitzler, Anne Honer, Hubert Knoblauch, Jo Reichertz, Bernt Schnettler und Norbert Schröer weiterentwickelt und ausdifferenziert. Die Methode verfolgt das Ziel, die gesellschaftliche Bedeutung jeder Form von Interaktion (sprachlicher wie nichtsprachlicher) und aller Arten von Interaktionsprodukten (etwa Kunst, Religion, Unterhaltung) zu (re)konstruieren. 
Die hermeneutische Wissenssoziologie basiert auf den wissenssoziologischen Prämissen, die Peter L. Berger und Thomas Luckmann in Die gesellschaftliche Konstruktion der Wirklichkeit vertreten und übt dabei Kritik an der objektiven Hermeneutik. Sie ist zudem durch die sozialphänomenologischen Forschungstradition geprägt.

## Begriffsbestimmung
Wissenssoziologisch ist die hermeneutische Wissenssoziologie, weil sie wie auch Berger und Luckmann davon ausgeht, dass Menschen Wissen nicht einfach nur erwerben, sondern dieses auch nutzen, um ihre soziale Umwelt zu gestalten. Diesseits von Konstruktivismus und Realismus unteruscht die hermeneutische Wissensoziologie daher die Frage, wie Handlungssubjekte (Akteure) – hinein gestellt und sozialisiert in historisch und sozial entwickelte Routinen und Deutungen des jeweiligen Handlungsfeldes – diese einerseits vorfinden und sich aneignen (müssen), andererseits sie immer wieder neu ausdeuten und damit auch neu herstellen (müssen).
Hermeneutisch ist die hermeneutische Wissenssoziologie, weil sie die alltägliche Interaktion deutend verstehen will. Dabei stehen allgemeine Probleme, die Menschen durch ihr Handeln zu lösen versuchen, im Vordergrund. Ziel ist es, individuelle und gesellschaftliche Sinnstrukturen zu rekonstruieren.
Das Handeln von Akteuren gilt erst dann als verstanden, wenn der Interpret in der Lage ist, dieses Handeln in Bezug zu dem vorgegebenen und für den jeweiligen Handlungstypus relevanten Bezugsrahmen zu setzen (vgl. Frameanalyse) und es in dieser Weise für diese Situation als eine (für die Akteure) sinn-machende Lösung eines Handlungsproblems nachzuzeichnen. Dabei gilt allerdings, dass die so erarbeitete Lesart sozialen Handelns niemals objektiv gültig ist. Vielmehr gibt es eine Reihe möglicher Lesarten, die das Handeln von Akteuren besser oder schlechter erklären können.

## Geschichte der hermeneutischen Wissenssoziologie
Wer über die Akte der Deutung nichts weiß und sich über ihre Prämissen und Ablaufstrukturen keine Rechenschaftspflicht auferlegt, interpretiert – aus der Sicht wissenschaftlicher Überprüfungspflicht – einfältig, d. h. auf der Grundlage impliziter alltäglicher Deutungsroutinen und Plausibilitätskriterien. (Soeffner 1989: 53) Demnach gehört zum ‚Verstehen von etwas‘ selbstverständlich auch die „Beschreibung und das Verstehen des Verstehens“ (ebd.). Interpretative Soziologie ist deshalb auch immer eine Soziologie des Interpretierens. Diese Aussagen von Soeffner dürften nicht nur wichtige Bestandteile jeder wissenssoziologischen Hermeneutik sein, sondern können (historisch betrachtet) auch als Ausgangspunkte dieser Forschungsstrategie gelten: Wer seine Beobachtung verstehen will, muss auch seine eigene Handlung des Verstehens (also seinen ‚Alltag der Hermeneutik‘) beobachten. Durch diese Forderung der Anwendung auf sich selbst wurde die wissenssoziologische Hermeneutik von Beginn an (und einige Zeit vor der Präsenz des radikalen Konstruktivismus) in die prekäre Lage gebracht, sich mit dem konstruktivistischen Charakter von Beobachtung und Interpretation auseinanderzusetzen. Prekär ist diese Lage deshalb, weil die Selbstanwendung der Wissenssoziologie auf die Arbeiten der Wissenssoziologen zutage bringt, dass sich die Konstrukte der Wissenschaftler zwar inhaltlich, aber nicht strukturell von den Konstrukten unterscheiden, welche die Personen in ihrem normalen Alltag anfertigen, und die von den Wissenssoziologen beobachtet und gedeutet werden.

## Strategien des empirischen Vorgehens
Die hermeneutische Wissenssoziologie gewinnt ihre Erkenntnisse durchweg aus empirischer Forschung. Untersucht werden alle Formen sozialer Interaktion sowie alle Arten von Kulturerzeugnissen. Da die Forschungsstrategie nicht auf die Entdeckung allgemeiner Gesetze, die menschliches Verhalten erklären, ausgerichtet ist, sondern auf die (Re)Konstruktion der Verfahren und Typisierungsleistungen, mit denen Menschen sich eine sich stets neu geschaffene Welt vertraut und verfügbar machen, gilt der systematischen ‚Findung‘ des Neuen besonderes Interesse.
So soll der Forscher bereits in der ersten Forschungsphase darum bemüht sein, eine 'abduktive Haltung' (vgl. Reichertz 1991) aufzubauen.
Am widerstandsfähigsten dürften nicht-standardisiert erhobene Daten, also audiovisuelle Aufzeichnungen oder Artefakte des Handlungsfeldes, sein (vgl. Reichertz 1991). Da solche Daten von den Handelnden nicht in Anbetracht der forschungsleitenden Fragestellung produziert und die Erhebung selbst wenig von subjektiven Wahrnehmungsschemata geprägt wurden, ist die Möglichkeit recht groß, dass sie nicht von vornherein mit den abgelagerten Überzeugungen zur Deckung zu bringen sind.
Wenn die Erhebung nichtstandardisierter Daten nicht möglich ist oder keinen Sinn hat, dann ist der Forscher genötigt, selbst Daten zu produzieren: er muss Beobachtungsprotokolle anfertigen und Interviews führen – und er tut gut daran, dies nach wissenschaftlich verbindlichen Standards zu tun; mithin produziert er Daten, die ihrerseits von (wissenschaftlichen) Standards geprägt sind.
Dabei sind folgende zwei Erhebungsprinzipien zu beherzigen:
1. Der Forscher sollte (nur!) in Bezug auf den zu untersuchenden Sachverhalt möglichst naiv ins Feld gehen und Daten sammeln.
2. Gerade in der Einstiegsphase sollte eine möglichst unstrukturierte Datenerhebung gewährleistet sein. Der Grund: Eine frühzeitige analytische und theoretische Durchdringung des Materials und eine sich daran anschließende gezielte Erhebung von Daten in der Eingangsphase würde nur dazu führen, den Datenwetzstein, an dem sich später Theorien bewähren und entwickeln lassen sollen, frühzeitig zu entschärfen. Setzt der Forscher bei der Erhebung standardisierter Daten diese beiden Prinzipien um, dann ist zumindest strukturell die Möglichkeit eröffnet, dass die Daten ihn ins Grübeln bringen, ihn an seine alten Überzeugungen zweifeln lassen (vgl. Reichertz 1997).

## Zur Forschungslogik
Eine Interpretation von Daten mit Hilfe der wissenssoziologischen Hermeneutik erschöpft sich nicht in der angemessenen Deskription von Beobachtungen oder der Nachzeichnung subjektiv entworfenen und gemeinten Sinns, sondern sie zielt auf die Findung der intersubjektiven Bedeutung von Handlungen. ‚Intersubjektiv‘ heißt nun in keinem Fall ‚wahr‘ oder ‚wirklich‘, sondern lediglich, dass es um die Bedeutung geht, welche durch eine (sprachliche) Handlung innerhalb einer bestimmten Interaktionsgemeinschaft erzeugt wird. Die Bedeutung einer Handlung wird so (zu einem Teil) mit der antizipierbaren Reaktionsbereitschaft gleichgesetzt, welche die Handlung innerhalb einer Interaktionsgemeinschaft auslöst. Die Interpretationstheorie schließt sich damit an die Vorstellungskraft eines typisierten typischen, in eine bestimmte Interaktionsgemeinschaft einsozialisierten Symbolbenutzers an, nicht jedoch an dessen konkrete Bewusstseinsinhalte. Die Bedeutung symbolischen Handelns liegt nicht in der Vergangenheit, sondern die Bedeutung eines Zeichens besteht stattdessen in der antizipierbaren Reaktionsbereitschaft und den realisierten Reaktionen, die das Symbol bei der interpretierenden Gruppe auslöst und liegt in der Zukunft.
Methodisch verfolgt eine wissenssoziologische Hermeneutik folgenden Weg: In der Anfangsphase wird das Datenprotokoll ‚offen kodiert‘ (Strauss 1994), will sagen: das jeweilige Dokument wird sequentiell, extensiv und genau analysiert und zwar Zeile um Zeile oder sogar Wort für Wort. Entscheidend in dieser Phase ist, dass man noch keine (bereits bekannte) Bedeutungsfigur an den Text heranführt, sondern mit Hilfe des Textes möglichst viele (mit dem Text kompatible) Lesarten konstruiert. Diese Art der Interpretation nötigt den Interpreten, sowohl die Daten als auch seine (theoretischen Vor-)Urteile immer wieder aufzubrechen – was ein gutes Klima für das Finden neuer Lesarten schafft.
Sucht man in der Phase des ‚offenen Kodierens‘ nach Sinneinheiten, so sucht man in der zweiten Phase der Interpretation nach höher aggregierten Sinneinheiten und Begrifflichkeiten, welche die einzelnen Teileinheiten verbinden. Außerdem lassen sich jetzt gute Gründe angeben, weshalb man welche Daten neu bzw. genauer nacherheben sollte. Man erstellt also im dritten Schritt neue Datenprotokolle, wenn auch gezielter. So kontrolliert die Interpretation die Datenerhebung, aber zugleich, und das ist sehr viel bedeutsamer, wird die Interpretation durch die nacherhobenen Daten ggf. falsifiziert, modifiziert und erweitert.
Am Ende ist man angekommen, wenn ein hoch aggregiertes Konzept, eine Sinnfigur gefunden bzw. konstruiert wurde, in das alle untersuchten Elemente zu einem sinnvollen Ganzen integriert werden können und dieses Ganze im Rahmen einer bestimmten Interaktionsgemeinschaft verständlich (sinnvoll) macht.

## Zur Aktualität
Die hermeneutische Wissenssoziologie wird zurzeit vor allem an deutschsprachigen Universitäten gelehrt und ausgeübt (Konstanz, Marburg, Dortmund, Essen, Wuppertal, Vechta, St. Gallen, Wien, Zürich, Bayreuth). Allerdings berufen sich eine Reihe deutscher, schweizerischer und österreichischer Wissenschaftlern aus unterschiedlichen sozialwissenschaftlichen Disziplinen explizit auf diese Forschungsstrategie. Als grundlegende Einführung in das Verfahren der hermeneutischen Wissenssoziologie gelten Soeffner (1989) und Soeffner/Hitzler (1994). Zudem liegt mit Schröer (1994) ein Band vor, in dem die Methodik dargestellt und diskutiert, während in Hitzler/Reichertz/Schröer (1999) im Wesentlichen die Theorie und Methodologie erörtert werden. Eine erste systematische Beschreibung der hermeneutischen Wissenssoziologie liefert Schröer 1997, eine aktuelle Fassung findet sich in Reichertz 2007a und b. Mit Reichertz (1991) und Knoblauch (1995) wurden auch zwei methodologisch begründete Forschungsprogrammatiken vorgelegt. Keller (2005) hat in seinem Forschungsprogramm der Wissenssoziologischen Diskursanalyse Annahmen der Hermeneutischen Wissenssoziologie mit Traditionen der Diskursforschung verknüpft. Beispielhafte Fallanalysen zur hermeneutischen Wissenssoziologie finden sich in Soeffner (1992).

## Hermeneutische Polizeiforschung

### Begriff
Die hermeneutische Polizeiforschung ist eine spezielle Polizeiforschung, die aus der Perspektive der hermeneutischen Wissenssoziologie argumentiert. Sie verfolgt das Ziel, die gesellschaftliche Arbeit der Polizei zu beschreiben, zu verstehen und zu erklären. In dieser Form ist die Forschungs- und Argumentationsperspektive der hermeneutischen Polizeiforschung für die Polizeisoziologie neu.
Das Konzept geht wesentlich auf die Arbeiten von Jo Reichertz und Norbert Schröer zurück.

### Anwendung
Es gibt empirische Ergebnisse, die mit dem Konzept der hermeneutischen Polizeiforschung entsprechenden Forschungen von Jo Reichertz, Norbert Schröer und Ute Donk erzielt wurden. Diese Ergebnisse betreffen unter anderem die Differenz zwischen rechtlicher Grundlage und Handlungspraxis der Polizei.
Ein anderes untersuchtes Thema ist die Kommunikation zwischen deutschen Beamten und türkischen Migranten in Vernehmungssituationen.
Ein weiteres Beispiel für die Anwendung der hermeneutischen Polizeiforschung ist eine am Institut für Ethnologie und Afrikastudien der Johannes-Gutenberg-Universität Mainz durchgeführte und 2009 von Bianca Volk veröffentlichte Studie zur Polizeiarbeit in Ghana.